# Women's Professional Soccer
De Women's Professional Soccer (WPS) was de hoogste afdeling van het vrouwenvoetbal in de Verenigde Staten van 2009 tot en met 2012. De winnaar mocht zich kampioen van de Verenigde Staten noemen. De competitie werd gezien als de beste van de wereld, mede door de plaats van de Verenigde Staten in de FIFA-Ranglijst. Hierin stond de VS eerste. De competitie ging in 2009 van start. De competitie was de vervanging voor de Women's United Soccer Association, welke stopte in 2003. Uiteindelijk werd in januari 2012 de stekker uit de competitie getrokken.

## Historie
Na het vervallen van de Women's United Soccer Association in 2003 organiseerde de WUSA een reorganisatie comité in September van dat jaar. Het doel was 'het promoten en het steunen van het vrouwenvoetbal in de VS inclusief het oprichten van een nieuwe competitie.' Hiervoor richtte ze in November 2004 de Women's Soccer Initiative, Inc (WSII) op. In Juli 2006 maakte de WSII bekend dat er een nieuwe competitie zou komen in 2008. Nadat de competitie voor 2012 afgelast was werd de WPSL Elite League als vervanger opgericht.

## Deelnemende teams
| Club                      | Plaats                     | Stadion                 | Capac. | Trainer       |
| ------------------------- | -------------------------- | ----------------------- | ------ | ------------- |
| Atlanta Beat              | Kennesaw, Georgia          | KSU Soccer Stadium      | 8.318  | James Galanis |
| Boston Breakers           | Boston, Massachusetts      | Harvard Stadium         | 30.323 | Tony DiCicco  |
| Philadelphia Independence | West Chester, Pennsylvania | John A. Farrell Stadium | 7.500  | Paul Riley    |
| Sky Blue FC               | Piscataway, New Jersey     | Yurcak Field            | 5.000  | Jim Gabarra   |
| Washington Freedom        | Germantown, Maryland       | Maryland SoccerPlex     | 5.126  | Mike Lyons    |
| Western New York Flash    | Rochester, New York        | Sahlen's Stadium        | 13.768 | Aaran Lines   |

## Voormalige teams
| Club                  | Plaats                | Stadion                    | Opgericht | Eerste seizoen | Opgeheven |
| --------------------- | --------------------- | -------------------------- | --------- | -------------- | --------- |
| Chicago Red Stars     | Bridgeview, Illinois  | Toyota Park                | 2007      | 2009           | 2010      |
| FC Gold Pride         | Hayward, Californië   | Pioneer Stadium            | 2008      | 2009           | 2010      |
| Los Angeles Sol       | Carson, Californië    | The Home Depot Center      | 2007      | 2009           | 2009      |
| Saint Louis Athletica | Saint Louis, Missouri | Anheuser-Busch Soccer Park | 2008      | 2009           | 2010      |

## Kampioenen
| Seizoen | Club                   | Kampioenschap |
| ------- | ---------------------- | ------------- |
| 2009    | Sky Blue FC            | 1             |
| 2010    | FC Gold Pride          | 1             |
| 2011    | Western New York Flash | 1             |

### Kampioenschappen per club
| Club                   | Seizoen(en) | Aantal |
| ---------------------- | ----------- | ------ |
| Sky Blue FC            | 2009        | 1      |
| FC Gold Pride          | 2010        | 1      |
| Western New York Flash | 2011        | 1      |

## Eeuwige ranglijst (2009-2011)
- De clubs die vetgedrukt zijn spelen in het seizoen 2010 in de Women's Professional Soccer.

| Club               | /3 |
| ------------------ | -- |
| Boston Breakers    | 3  |
| Sky Blue FC        | 3  |
| Washington Freedom | 3  |
| Chicago Red Stars  | 2  |
| FC Gold Pride      | 2  |

| Club                      | /2 |
| ------------------------- | -- |
| Saint Louis Athletica     | 2  |
| Atlanta Beat              | 2  |
| Philadelphia Independence | 2  |
| Los Angeles Sol           | 1  |
| Western New York Flash    | 1  |

## Topscorers Women's Professional Soccer (2009-heden)
| Jaar - Naam (Club) - Goals |
| --- |
| 2009 - Marta (Los Angeles Sol) - 10 2010 - Marta (FC Gold Pride) - 19 2011 - Marta (Western New York Flash) - 10 2011 - Christine Sinclair (Western New York Flash) - 10 |

| Club                   | Aantal |
| ---------------------- | ------ |
| Western New York Flash | 2      |
| Los Angeles Sol        | 1      |
| FC Gold Pride          | 1      |

| Speler             | Aantal |
| ------------------ | ------ |
| Marta              | 3      |
| Christine Sinclair | 1      |